# Epirhyssa peruana
Epirhyssa peruana là một loài tò vò trong họ Ichneumonidae.